# Englschalling

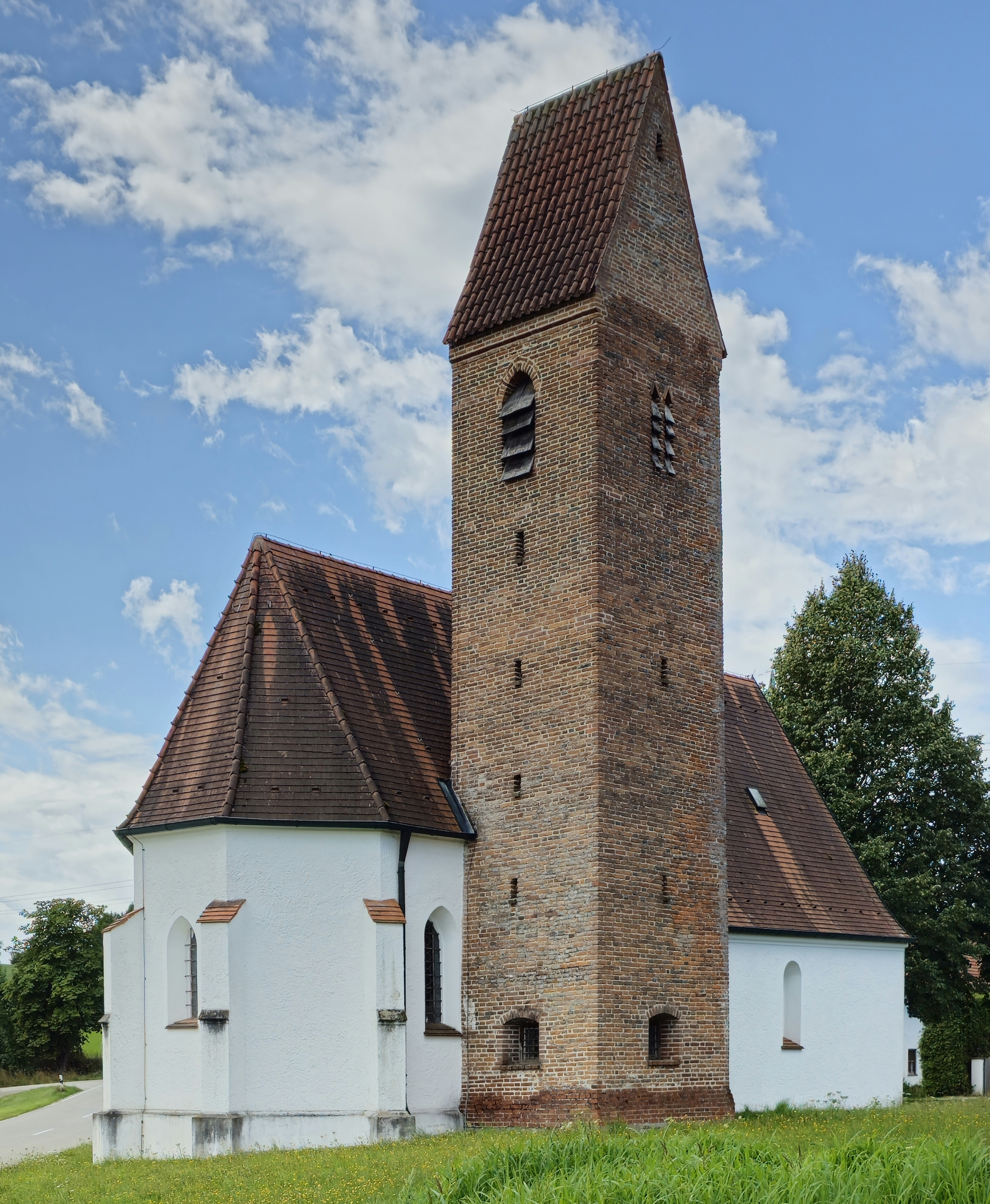
St. Johannes der Täufer in Englschalling

Englschalling ist ein Gemeindeteil der Stadt Dorfen im oberbayerischen Landkreis Erding.

## Lage
Das Kirchdorf Englschalling liegt in der Luftlinie sieben Kilometer nordöstlich von Dorfen und drei Kilometer südwestlich von Buchbach.

## Geschichte
Der Ort, dessen Ortsname sich von einem Engilscal (= Engelschalk) ableitet wurde um 1310 erstmals genannt. Die Kirche des Weilers endstand bereits um 1200. Von 1818 bis zum 31. Dezember 1971 gehörte Englschalling zur Gemeinde Grüntegernbach, bevor sie sich im Zuge der Gebietsreform am 1. Mai 1978 der Stadt Dorfen anschlossen.

## St. Johannes der Täufer
Die katholische Filialkirche St. Johannes der Täufer ist ein kleiner Saalbau mit eingezogenem Polygonalchor und ziegelsichtigem Chorflankenturm. Das dreijochige Langhaus ist spätromanisch, während der einjochige Chor mit 3/8-Schluss sowie der Turm aus der zweiten Hälfte des 15. Jahrhunderts stammen. Sie ist in die Liste der Baudenkmäler in Dorfen eingetragen.
Die Kirche stand früher auf einer Motte (Turmhügel), die aber nicht mehr erkennbar ist, weil das Gelände im Süden und Osten aufgefüllt worden ist. Die romanischen Mauern aus Backstein verjüngen sich zweimal im Inneren. Sie sind an der Basis mehr als einen Meter stark. Die Mauer ist um den Eingang durch einen rechteckigen Schrägsockel verstärkt und an der Oberseite durch einen Rundbogenfries geschmückt. Sehenswert ist der hochbarocke Hochaltar um 1670, das hochbarocke Chorgestühl und das Netzgewölbe im Chor.

## Bevölkerungsentwicklung
Um 1871 gab es in Englschalling 36 Einwohner. In der Nachkriegszeit des Zweiten Weltkriegs stieg die Bevölkerungszahl auf 61 Einwohner an. Im Mai 1987 lebten dort 33 Einwohner in acht Wohngebäuden.
| Jahr      | 1871 | 1925 | 1950 | 1970 | 1987 |
| Einwohner | 36   | 52   | 61   | 51   | 33   |